# رائول مورنو
رائول مورنو (انگلیسی: Raúl Moreno؛ زادهٔ ۲۱ نوامبر ۱۹۷۹) بازیکن فوتبال اهل اسپانیا است.
از باشگاه‌هایی که در آن بازی کرده‌است می‌توان به باشگاه فوتبال فوئنلابرادا، باشگاه فوتبال لگانس، باشگاه فوتبال پومفرادینا، و باشگاه فوتبال آلکورکون اشاره کرد.